# دنگ‌سرک (نکا)
دنگسرک، روستایی است در نزدیکی زاغمرز و نیروگاه سیکل ترکیبی شهید سلیمی و از توابع بخش مرکزی شهرستان نکا در استان مازندران ایران. مردمان این روستا بیش از یک قرن پیش از نواحی مختلف مازندران و ارتفاعات آن در این مکان سکنی گزیدند.

## جمعیت
این روستا در دهستان قره‌طغان قرار دارد و براساس سرشماری مرکز آمار ایران در سال ۱۳۸۵، جمعیت آن ۲۰۰۸ نفر (۵۷۷خانوار) بوده‌است.